# Hänga
Hänga est un village d'Estonie situé dans la commune de Saaremaa (jusqu'en octobre 2017 Torgu) du comté de Saare.